# Voo de reconhecimento de 1 de Novembro de 1944 sobre o Japão

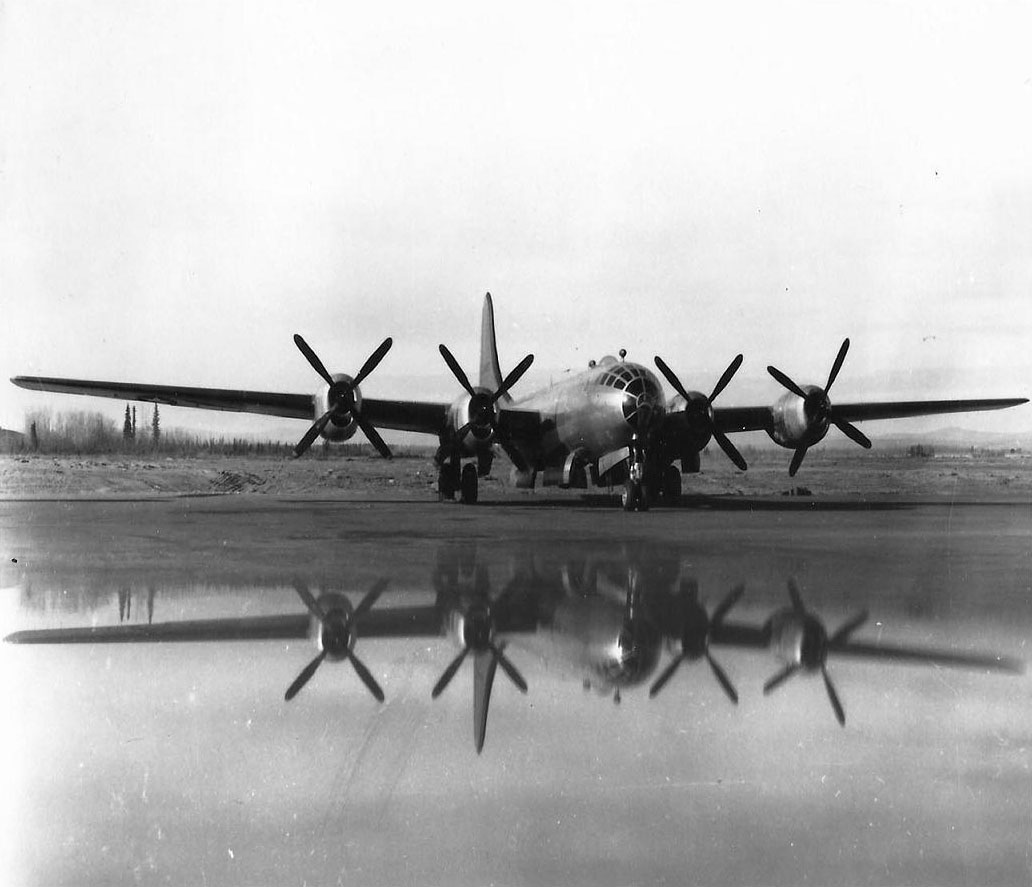
Um F-13 semelhante ao que realizou a missão no dia 1 de Novembro de 1944.

No dia 1 de Novembro de 1944, um F-13 Superfortress das Forças Aéreas do Exército dos Estados Unidos (USAAF) realizou o primeiro voo de uma aeronave aliada nos céus da região de Tóquio, no Japão, a primeira desde o Ataque Doolittle em Abril de 1942. Esta missão de reconhecimento aéreo foi considerada um sucesso, na qual a tripulação da aeronave conseguiu centenas de fotografias que mais tarde foram usadas para planear vários ataques aéreos durante os últimos meses da Segunda Guerra Mundial. As tentativas japonesas de atacar o avião com aeronaves ou de o abater com artilharia antiaéreo foram em vão, pois as aeronaves e a artilharia disponíveis não conseguiam alcançar a altitude necessária para ir de encontro com o F-13.

## Antecedentes

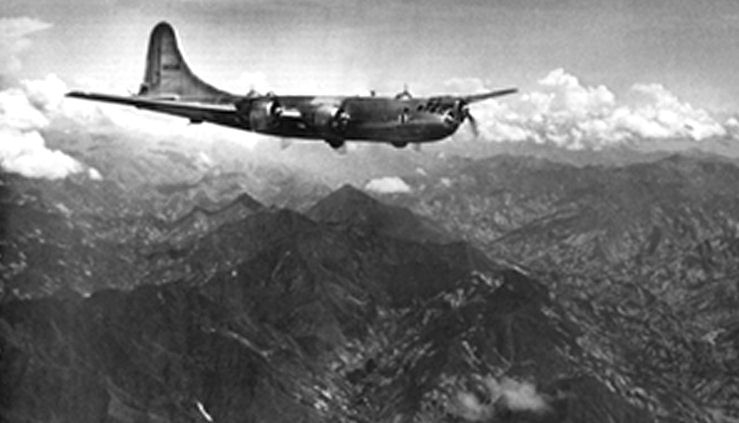
Um B-29 a atravessar os Himalaias, em 1944.

No final de 1944, o Vigésimo Primeiro Comando de Bombardeiros da Vigésima Força Aérea preparou-se para conduzir bombardeamentos estratégicos nas ilhas japonesas a partir de bases nas Ilhas Marianas. Estes ataques tinham o intuito de substituir os ataques mal-sucedidos da Operação Matterhorn, que haviam sido realizados pelo Vigésimo Comando de Bombardeiros a partir de bases na Índia, e que passavam por bases na China desde Junho de 1944. Enquanto o Vigésimo Comando de Bombardeiros realizava missões de reconhecimento aéreo no Japão, as aeronaves que voavam a partir das bases na China não tinham alcance suficiente para voar até aos principais centros industriais japoneses. Sem fotografias das posições estratégicas do inimigo, o Vigésimo Primeiro Comando de Bombardeiros era incapaz de desenvolver qualquer missão para atacar os alvos importantes em solo japonês. No dia 10 de Outubro de 1944, o Comité de Analistas de Operações, que dava conselhos aos comandantes das USAAF sobre os alvos que deveriam ser bombardeados, recomendou que fossem realizados voos de reconhecimento aéreo nos céus das principais áreas industriais do Japão, sendo a sua realização feita com a maior urgência, para que se pudesse conceber missões de bombardeamento a partir das Ilhas Marianas. Estas operações seriam levadas a cabo pelo 3º Esquadrão de Reconhecimento Fotográfico (3d PRS), que era a única unidade de reconhecimento aéreo no Vigésimo Primeiro Comando de Bombardeiros.
O 3º Esquadrão de Reconhecimento Fotográfico havia sido formado no dia 10 de Junho de 1941. Depois de realizar missões de carácter fotográfico no continente americano, foi destacado para o teatro de guerra no extremo oriente. Nesta região, que compreendia a China, a Birmânia e a Índia, o esquadrão realizou missões de mapeamento a partir do dia 10 de Dezembro de 1943 até, por ordem superior, ter cessado as suas funções e ser restabelecido nos Estados Unidos durante o mês de Abril de 1944 para ser equipado com a nova variante de reconhecimento aéreo do bombardeiro pesado Boeing B-29 Superfortress, o F-13. Devido a diversos atrasos no desenvolvimento do F-13, o esquadrão foi incapaz de iniciar o seu treino nesta aeronave até 24 de Agosto; contudo, começou a receber os primeiros F-13 no dia 4 de Outubro. Estas aeronaves voaram até Saipan, nas Ilhas Marianas, no dia 19 de Outubro, onde seriam recebidas por uma equipa de apoio de terra que já estava na ilha desde 18 de Setembro.

## Missão de reconhecimento aéreo

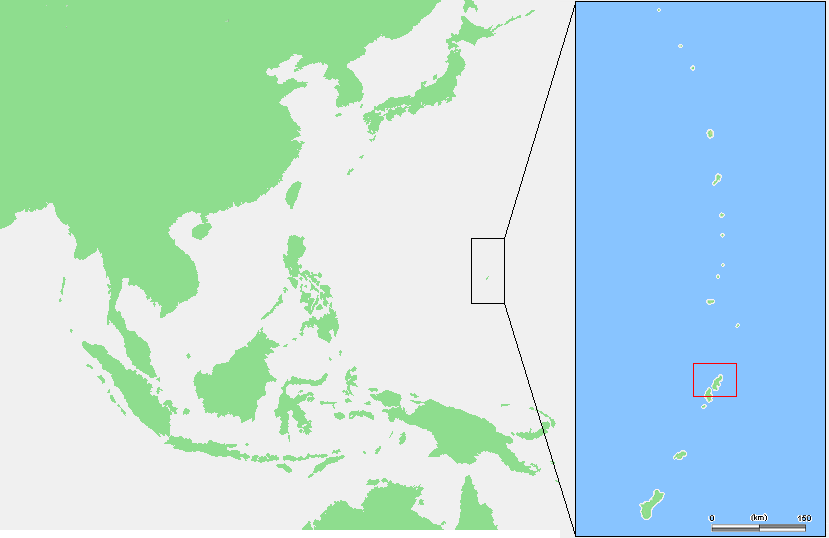
Localização de Saipan nas Ilhas Marianas, e a distância do arquipélago japonês.

Os primeiros dois aviões F-13 chegaram em Saipan no dia 30 de Outubro, depois de 33 horas de voo, tendo descolado da Base aérea de Mather, na Califórnia, e feito escala em Oahu e Kwajalein. Apesar de o comandante do Vigésimo Primeiro Comando de Bombardeiros, o Brigadeiro-general Haywood Hansell, ter encorajado a tripulação a descansar, os próprios insistiram em realizar o voo pelo Japão o mais rapidamente possível.
Às 5 horas e 55 minutos da manha, no dia 1 de Novembro, um F-13, cuja tripulação era liderada pelo Capitão Ralph Steakley, descolou de Saipan em direcção ao Japão. As condições atmosféricas nos céus de Tóquio eram perfeitas para a realização de foto-reconhecimento, pois não havia qualquer nuvem no céu. Voando a cerca de 9753 quilómetros de altitude, a aeronave de Steakley voou repetidamente por cima dos complexos aeronáuticos e das fábricas de motores a oeste de Tóquio, antes de partir para realizar um reconhecimento semelhante num complexo industrial na cidade de Nagoya. No total, a tripulação norte-americana tirou 7 mil fotografias durante a sua missão. Steakley ficou surpreso ao encontrar fortes ventos, tendo registado que, segundo o seu indicador de velocidade, o vento que batia de frente na aeronave era tal que esta apenas de deslocava a 112 quilómetros por hora, enquanto passavam por Tóquio. Os norte-americanos não sabiam da existência de fortes ventos nesta região, um factor que dificultou as futuras missões de bombardeamento do Vigésimo Primeiro Comando de Bombardeiros.
O 47º Sentai (em português: 47º Grupo), do Serviço Aéreo do Exército Imperial Japonês, era responsável por providenciar aviões de caça para defender os céus de Tóquio no dia 1 de Novembro. Os caças Nakajima Ki-44 do esquadrão descolaram de Narimasu para interceptar o F-13 à 13h. Estas aeronaves não haviam sido desenvolvidas para voar à altitude que o F-13 voava, o que fez com que os japoneses fossem incapazes de conseguir alcançar a aeronave norte-americana, não conseguindo chegar mais perto do que 1 000 metros. As duas formações de caças dispararam as suas metralhadoras em direcção ao F-13, contudo não conseguiram atingir o alvo. Várias baterias antiaéreas também dispararam em direcção à aeronave norte-americana, contudo as munições também não conseguiram alcançar o alvo. O F-13 era o primeiro avião norte-americano a voar nos céus de Tóquio desde o ataque Doolittle em Abril de 1942, e foi visto por muitos civis japoneses.

## Resultado da missão

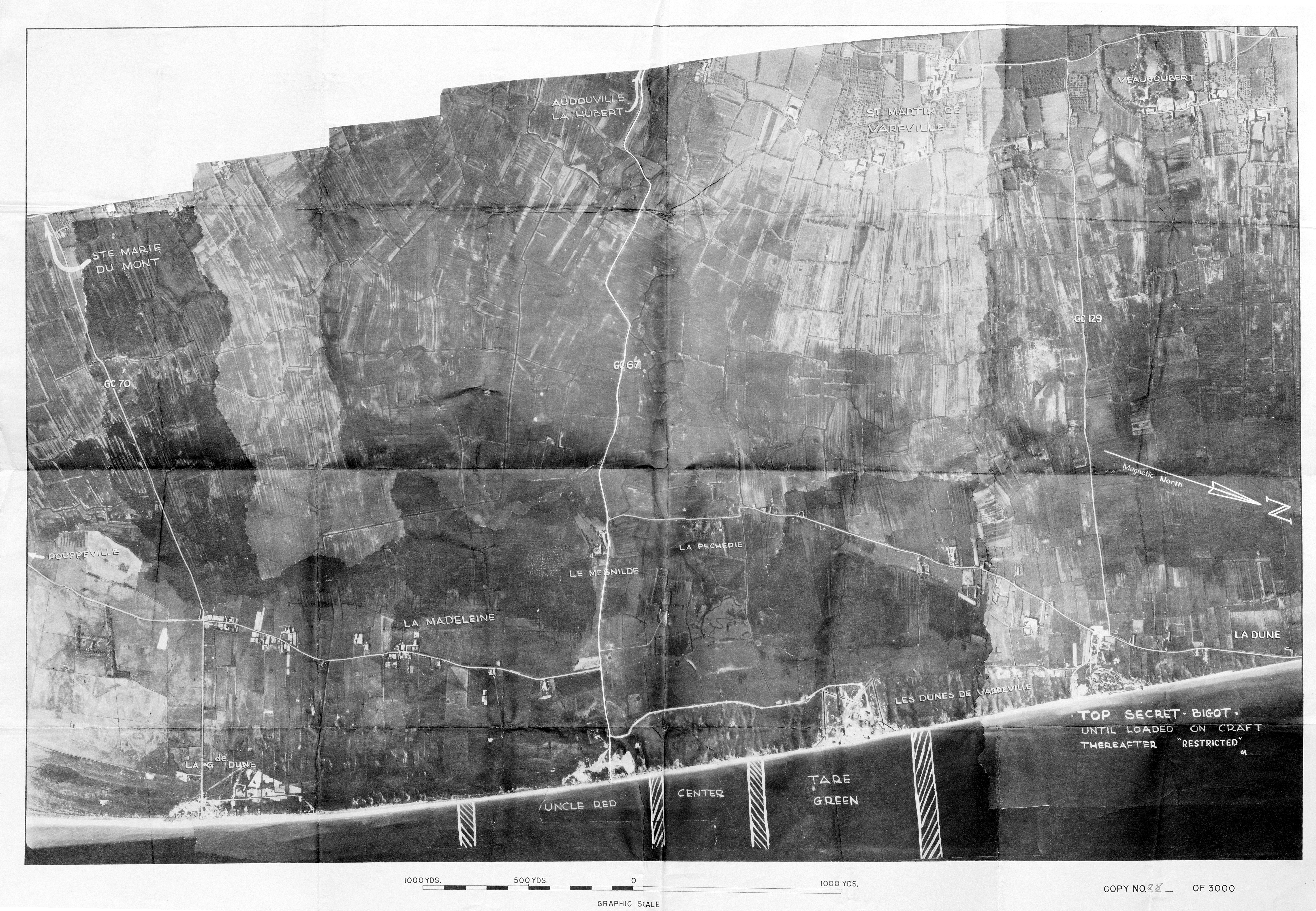
Produto final de um conjunto de fotografias resultantes de uma missão de reconhecimento aéreo.

O F-13 regressou a Saipan depois de um voo que durou 14 horas. No final desse dia, ou no dia seguinte (não se sabe ao certo), a tripulação baptizou a aeronave de "Tokyo Rose" (em português: Rosa de Tóquio), em referência ao género propagandista japonês. Steakley foi condecorado com a Cruz de Voo Distinto em reconhecimento pela missão realizada; mais tarde, os outros membros da tripulação também foram reconhecidos com outras condecorações. As fotografias tiradas durante este voo foram uma importante fonte de dados para a Vigésima Força Aérea e outras unidades norte-americanas, especialmente porque o dia 1 de Novembro provou ser o único dia da campanha aérea contra o Japão no qual não houve uma única nuvem no céu. Hansell mais tarde disse que esta missão tinha sido "provavelmente a maior contribuição singular na guerra aérea contra o Japão".
O 3º Esquadrão de Reconhecimento Fotográfico realizou mais 16 missões nos céus do Japão antes do primeiro bombardeamento de Tóquio, no dia 24 de Novembro, por parte do Vigésimo Primeiro Comando de Bombardeiros, contudo várias destas missões ficaram sem efeito devido às más condições atmosféricas. Um F-13 perdeu-se durante uma missão em Nagoya, no dia 21 de Novembro, contudo o esquadrão receberia mais nove aeronaves semelhantes em Saipan até ao final do mês. O esquadrão continuou a realizar voos de reconhecimento aéreo por todo o arquipélago japonês até ao cessar das hostilidades.